# Нидеррайтер, Нино
Ни́но Ни́деррайтер (нем. Nino Niederreiter; 8 сентября 1992, Кур, Граубюнден, Швейцария) — швейцарский хоккеист, нападающий клуба НХЛ «Виннипег Джетс». четырёхкратный серебряный призёр чемпионатов мира (2013, 2018, 2024, 2025) в составе сборной Швейцарии.

## Статистика
| Легенда | Легенда                    | Легенда | Легенда                   | Легенда | Легенда    |
| ------- | -------------------------- | ------- | ------------------------- | ------- | ---------- |
| И       | Количество проведённых игр | Штр     | Штрафное время            | +/−     | Плюс-минус |
| Г       | Голы                       | П       | Голевые передачи          | О       | Очки       |
| -       | Статистика неизвестна      | —       | Статистика не учитывалась |         |            |

## Достижения

### Командные
| Год              | Команда   | Достижение                            | Достижение |
| ---------------- | --------- | ------------------------------------- | ---------- |
| 2009             | Давос     | Чемпион Швейцарии                     |            |
| 2013, 2018, 2024 | Швейцария | Серебряный призёр чемпионата мира (3) |            |

### Личные
| Год  | Команда                 | Достижение                                                      | Достижение |
| ---- | ----------------------- | --------------------------------------------------------------- | ---------- |
| 2010 | Швейцария (мол.)        | Попадание в Сборную всех звёзд молодёжного чемпионата мира      |            |
| 2010 | Портленд Уинтерхокс     | Участник Матча всех звёзд CHL                                   |            |
| 2010 | Портленд Уинтерхокс     | Попадание во вторую Сборную всех звёзд Западной конференции WHL |            |
| 2013 | Бриджпорт Саунд Тайгерс | Участник Матча всех звёзд АХЛ                                   |            |